# 宫殿圣亚纳堂
宫殿圣亚纳堂（Chiesa di Sant'Anna di Palazzo）是一座罗马天主教教堂，位于意大利那不勒斯的圣费迪南区（San Ferdinando）。

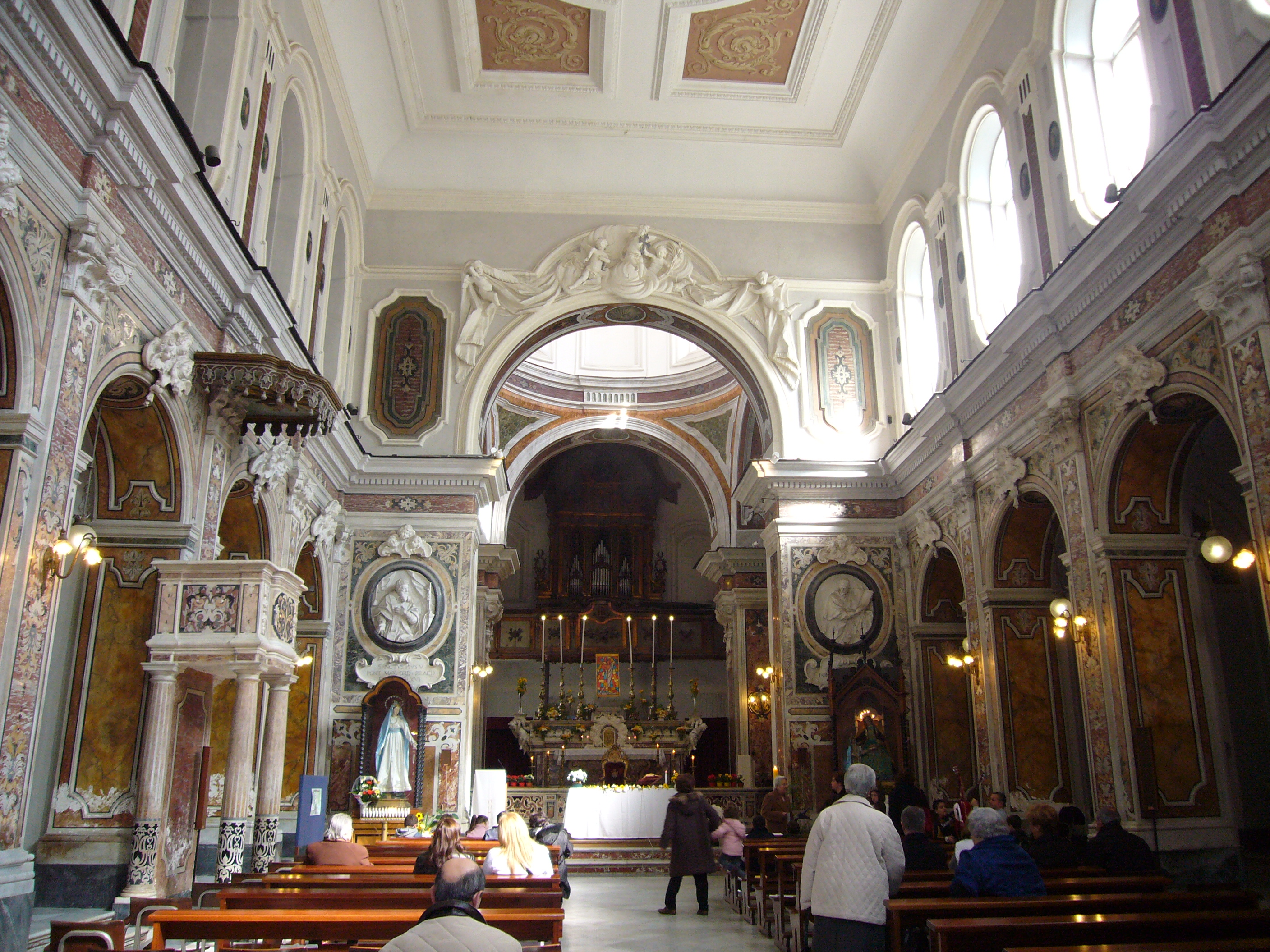
内部

1571年勒班陀战役胜利后，那不勒斯兴建该堂和胜利之后圣母堂，供奉据认为保佑获胜的玫瑰圣母。1572年，多明我会获得这块土地，兴建这座教堂。当时此处位于城墙外，人口较少。
目前的立面建于1706年至1710年。正祭台的祭台画是《玫瑰圣母》（约1738）。圆顶主导该区的天际线。
该堂在1943年轰炸中受损严重。